# 북중아메리카 카리브 육상 협회
북중아메리카 카리브 육상 협회(영어: North American, Central American and Caribbean Athletic Association 노스 아메리칸 센트럴 아메리칸 앤드 캐리비안 애슬레틱 어소시에이션[*], NACAC)는 북아메리카의 육상 종목을 총괄하는 국제 스포츠 행정 기구이다. 국제 육상을 관장하는 6개 대륙 연맹 중 하나로 31개 회원국이 가입되어 있다. 본부는 바하마 나소에 있다.

## 같이 보기
- 세계 육상 연맹